# ダマスコ (時計)
ダマスコ（英称:Damasko）は、ドイツの時計メーカーである。バイエルン州レーゲンスブルク郡バルビンクに本社を置いている。金属加工から時計製造に進出したという点で稀有な存在である。

## 概要
1990年に創立者のコンラッド・ダマスコが妻と共に金属加工会社を設立。その後培った航空宇宙産業などの用途向けに開発した高性能材料技術を使用して、1994年に時計会社として設立された。そのため、ケースなどを自社製造し、ムーブメントはETAなどから供給を受けていた。
2002年にパートナーシップが終了するまで、ダマスコは強化された時計ケースをジン特殊時計会社に提供していた。
ETAのムーブメント供給が厳しくなったことなどを受け、2006年からシリコン製ゼンマイを搭載した自社製ムーブメント開発へ向けての投資を開始、2011年に手巻きムーブメントH35、翌2012年に自動巻きムーブメントA35を開発した。そして2014年に自社製ムーブメント搭載の最初のモデルをリリースした。これらのモデルには、特許を取得した自社製のシリコン製ゼンマイが用いられている。
現在ではクロノグラフやダイバー時計、パイロットウォッチなど、実用に特化した時計を主に製造している。

### テクノロジー
ダマスコは、ゼンマイを含むコンポーネントに多結晶シリコンを使用する特許を取得しており、最大64 HRC / 800ビッカースまで硬化する、ニッケルを含まない窒素富化マルテンサイト合金も開発した。
この他にも、独自の合金及びコーティング技術の開発も手掛けており、ムーブメントなどで多数の特許を取得している。

## 主な時計モデル
- Damasko DC56

ユーロファイターテストパイロットの公式腕時計として認定されている。
- Damasko DA38

2015年のGQ誌によって2000ユーロ未満の最高のメンズウォッチの1つにノミネートされた。
- Damasko DC86

自社製ムーブメント「C51-6」を搭載したクロノグラフ。ニッケルを含まない「アイス硬化」を施した独自のステンレスを使用。